# Liga Europa da UEFA de 2017–18 – Rodada de play-off
A rodada de play-off da Liga Europa da UEFA de 2017–18 foi disputada entre os dias 17 e 24 de agosto de 2017. Um total de 44 equipes competiram nesta fase: os 29 vencedores da Terceira Pré-eliminatória, e mais 15 perdedores da UEFA Champions League 2017-18..
Todas as partidas seguem o Horário de Verão da Europa Central (UTC+2).

## Rodada de play-off
O sorteio para a fase play-off foi realizado em 4 de agosto de 2017. A primeira partida foi disputada no dia 17 de agosto, e a segunda em 24 de agosto de 2017.
| Equipe 1           | Total    | Equipe 2               | 1.º jogo | 2.º jogo                                                             |
| ------------------ | -------- | ---------------------- | -------- | -------------------------------------------------------------------- |
| Milan              | 7–0      | Shkëndija              | 6–0      | 1–0                                                                  |
| NK Osijek          | 2–2 (gf) | Austria Wien           | 1–2      | 1–0                                                                  |
| Krasnodar          | 4–4 (gf) | Estrela Vermelha       | 3–2      | 1–2 {{TwoLegResult\|Club Brugge\|BEL\|0–3\|AEK Atenas\|GRE\|0–0\|0–3 |
| Marítimo           | 1–3      | Dynamo Kyiv            | 0–0      | 1–3                                                                  |
| Panathinaikos      | 2–4      | Athletic Bilbao        | 2–3      | 0–1                                                                  |
| Apollon Limassol   | 4–3      | Midtjylland            | 3–2      | 1–1                                                                  |
| FH                 | 3–5      | Braga                  | 1–2      | 2–3                                                                  |
| Everton            | 3–1      | Hajduk Split           | 2–0      | 1–1                                                                  |
| Viitorul Constanța | 1–7      | Red Bull Salzburg      | 1–3      | 0–4                                                                  |
| Vardar             | 4–1      | Fenerbahçe             | 2–0      | 2–1                                                                  |
| Ajax               | 2–4      | Rosenborg              | 0–1      | 2–3                                                                  |
| Rheindorf Altach   | 2–3      | Maccabi Tel Aviv       | 0–1      | 2–2                                                                  |
| BATE Borisov       | 3–2      | Oleksandria            | 1–1      | 2–1                                                                  |
| Dinamo Zagreb      | 1–1 (gf) | Skënderbeu             | 1–1      | 0–0                                                                  |
| Ludogorets         | 2–0      | Sūduva Marijampolė     | 2–0      | 0–0                                                                  |
| Domžale            | 1–4      | Olympique de Marseille | 1–1      | 0–3                                                                  |
| Partizan           | 4–0      | Videoton               | 0–0      | 4–0                                                                  |
| Utrecht            | 1–2      | Zenit                  | 1–0      | 0–2 (pro)                                                            |
| Légia Varsóvia     | 1–1 (gf) | Sheriff Tiraspol       | 1–1      | 0–0                                                                  |
| Viktoria Plzeň     | 3–1      | AEK Larnaca            | 3–1      | 0–0                                                                  |
| PAOK               | 3–3 (gf) | Östersunds             | 3–1      | 0–2                                                                  |

### Jogo 1
| 17 de agosto de 2017 | Milan                                                            | 6 – 0     | Shkëndija | San Siro, Milan                             |
| 20:45                | Silva 13', 28' · Montolivo 25', 85' · Borini 67' · Antonelli 69' | Relatório |           | Público: 40 613 Árbitro: AUT Harald Lechner |

| Milan | Shkëndija |

| 24 de agosto de 2017 | Shkëndija | 0 – 1     | Milan       | Philip II Arena, Skopje[A] |
| 20:45                |           | Relatório | Cutrone 13' | Árbitro: ROM István Kovács |

| Shkëndija | Milan |

### Jogo 2
| 17 de agosto de 2017 | Osijek    | 1 – 2     | Austria Wien                   | Stadion Gradski vrt, Osijek                |
| 20:45                | Ejupi 15' | Relatório | Monschein 26' · Holzhauser 60' | Público: 15 000 Árbitro: GER Deniz Aytekin |

| Osijek | Austria Wien |

| 24 de agosto de 2017 | Austria Wien | 0 – 1     | Osijek    | NV Arena, Sankt Pölten[B]         |
| 21:05                |              | Relatório | Boban 62' | Árbitro: RUS Vladislav Bezborodov |

| Austria Wien | Osijek |

### Jogo 3
| 17 de agosto de 2017 | Krasnodar                                | 3 – 2     | Estrela Vermelha      | Krasnodar Stadium, Krasnodar                   |
| 19:00                | Ignatyev 20' · Claesson 46' · Petrov 66' | Relatório | Srnić 57' · Pešić 71' | Público: 24 587 Árbitro: LTU Gediminas Mažeika |

| Krasnodar | Estrela V. |

| 24 de agosto de 2017 | Estrela Vermelha        | 2 – 1     | Krasnodar           | Red Star Stadium, Belgrade  |
| 21:00                | Radonjić 7' · Kanga 46' | Relatório | Granqvist 82' (pen) | Árbitro: GER Tobias Stieler |

| Estrela V. | Krasnodar |

### Jogo 4
| 17 de agosto de 2017 | Brugge | 0 – 0     | AEK Atenas | Estádio Jan Breydel, Bruges                |
| 20:45                |        | Relatório |            | Público: 27 115 Árbitro: HUN Viktor Kassai |

| Brugge | AEK |

| 24 de agosto de 2017 | AEK Atenas                                       | 3 – 0     | Brugge | Estádio Olímpico, Atenas       |
| 20:00                | Christodoulopoulos 27' (pen) · Simões 39', 90+1' | Relatório |        | Público: ESP Jesús Gil Manzano |

| AEK | Brugge |

### Jogo 5
| 17 de agosto de 2017 | Marítimo | 0 – 0     | Dínamo de Kiev | Estádio do Marítimo, Funchal             |
| 21:30                |          | Relatório |                | Público: 8 764 Árbitro: DEN Jakob Kehlet |

| Marítimo | Dínamo de K. |

| 24 de agosto de 2017 | Dínamo de Kiev                            | 3 – 1     | Marítimo | Estádio Olímpico, Kiev   |
| 18:45                | Harmash 33' · Morozyuk 35' · González 61' | Relatório | Şen 68'  | Árbitro: ISR Liran Liany |

| Dínamo de K. | Marítimo |

### Jogo 6
| 17 de agosto de 2017 | Panathinaikos         | 2 – 3     | Athletic Bilbao                       | Apostolos Nikolaidis Stadium, Atenas     |
| 20:30                | Lod 29' · Cabezas 55' | Relatório | Aduriz 68', 74' (pen) · De Marcos 71' | Público: 15 000 Árbitro: POR Jorge Sousa |

| Panathinaikos | At. Bilbao |

| 24 de agosto de 2017 | Athletic Bilbao | 1 – 0     | Panathinaikos | San Mamés, Bilbao           |
| 20:45                | Muniain 22'     | Relatório |               | Árbitro: FRA Benoît Bastien |

| At. Bilbao | Panathinaikos |

### Jogo 7
| 17 de agosto de 2017 | Apollon Limassol                         | 3 – 2     | Midtjylland      | AEK Arena - Georgios Karapatakis, Larnaca[C] |
| 19:00                | Kyriakou 15' · Jander 70' · Pittas 90+1' | Relatório | Sørloth 38', 74' | Público: 5 250 Árbitro: ENG Michael Oliver   |

| Apollon | Midtjylland |

| 24 de agosto de 2017 | Midtjylland | 1 – 1     | Apollon Limassol | MCH Arena, Herning                |
| 20:00                | Hassan 10'  | Relatório | Schembri 50'     | Árbitro: AUT Robert Schörgenhofer |

| Midtjylland | Apollon |

### Jogo 8
| 17 de agosto de 2017 | FH            | 1 – 2     | Braga                           | Kaplakriki, Hafnarfjörður              |
| 19:45                | Björnsson 40' | Relatório | Paulinho 62' · Stojiljković 79' | Público: 1 432 Árbitro: NED Kevin Blom |

| FH | Braga |

| 24 de agosto de 2017 | Braga                                 | 3 – 2     | FH                  | Estádio Municipal de Braga, Braga |
| 20:45                | Paulinho 39', 80' · Dyego Sousa 90+3' | Relatório | Böðvarsson 16', 51' | Árbitro: POL Paweł Gil            |

| Braga | FH |

### Jogo 9
| 17 de agosto de 2017 | Everton               | 2 – 0     | Hajduk Split | Goodison Park, Liverpool                   |
| 21:05                | Keane 30' · Gueye 44' | Relatório |              | Público: 34 977 Árbitro: SVK Ivan Kružliak |

| Everton | Hajduk Split |

| 24 de agosto de 2017 | Hajduk Split  | 1 – 1     | Everton        | Stadion Poljud, Split       |
| 21:00                | Radošević 43' | Relatório | Sigurðsson 46' | Público: RUS Sergei Karasev |

| Hajduk Split | Everton |

### Jogo 10
| 17 de agosto de 2017 | Viitorul Constanța | 1 – 3     | Red Bull Salzburg                         | Stadionul Viitorul, Ovidiu                 |
| 20:45                | Țucudean 7'        | Relatório | Hwang Hee-chan 2' · Wolf 29' · Dabour 31' | Público: 3 338 Árbitro: ENG Anthony Taylor |

| Viitorul | RB Salzburg |

| 24 de agosto de 2017 | Red Bull Salzburg                                             | 4 – 0     | Viitorul Constanța | Red Bull Arena, Salzburgo       |
| 19:00                | Dabour 7' · Gulbrandsen 38' · Berisha 52' (pen) · Haidara 88' | Relatório |                    | Árbitro: SWE Stefan Johannesson |

| RB Salzburg | Viitorul |

### Jogo 11
| 17 de agosto de 2017 | Vardar                       | 2 – 0     | Fenerbahçe | Estádio Felipe II da Macedônia, Escópia |
| 20:00                | Barseghyan 20' · Topal 90+2' | Relatório |            | Público: 20 863 Árbitro: ITA Luca Banti |

| Vardar | Fenerbahçe |

| 24 de agosto de 2017 | Fenerbahçe     | 1 – 2     | Vardar                        | Şükrü Saracoğlu Stadium, Istanbul |
| 20:00                | Neustädter 61' | Relatório | Jighauri 68' · Gligorov 90+1' | Árbitro: POL Daniel Stefanski     |

| Fenerbahçe | Vardar |

### Jogo 12
| 17 de agosto de 2017 | Ajax | 0 – 1     | Rosenborg     | Amsterdam Arena, Amsterdã                  |
| 20:45                |      | Relatório | Adegbenro 77' | Público: 50 717 Árbitro: SCO Craig Thomson |

| Ajax | Rosenborg |

| 24 de agosto de 2017 | Rosenborg                         | 3 – 2     | Ajax                    | Lerkendal Stadion, Trondheim |
| 20:45                | Bendtner 26' · Adegbenro 80', 89' | Relatório | Younes 60' · Schöne 61' | Árbitro: FRA Ruddy Buquet    |

| Rosenborg | Ajax |

### Jogo 13
| 17 de agosto de 2017 | Rheindorf Altach | 0 – 1     | Maccabi Tel Aviv | Tivoli-Neu, Innsbruck[D]                     |
| 20:30                |                  | Relatório | Kjartansson 68'  | Público: 5 269 Árbitro: BLR Aleksei Kulbakov |

| R. Altach | Maccabi |

| 24 de agosto de 2017 | Maccabi Tel Aviv            | 2 – 2     | Rheindorf Altach        | Netanya Stadium, Netanya[E] |
| 19:00                | Kjartansson 41' · Yeini 73' | Relatório | Aigner 20' · Netzer 59' | Árbitro: RUS Aleksei Eskov  |

| Maccabi | R. Altach |

### Jogo 14
| 17 de agosto de 2017 | BATE Borisov | 1 – 1     | Oleksandria | Borisov Arena, Borisov                    |
| 19:00                | Ivanić 8'    | Relatório | Banada 19'  | Público: 11 467 Árbitro: HUN Tamás Bognár |

| BATE Borisov | Oleksandria |

| 24 de agosto de 2017 | Oleksandria       | 1 – 2     | BATE Borisov    | CSC Nika Stadium, Oleksandria |
| 19:00                | Hrytsuk 34' (pen) | Relatório | Ivanić 70', 73' | Árbitro: CZE Miroslav Zelinka |

| Oleksandria | BATE Borisov |

### Jogo 15
| 17 de agosto de 2017 | Dinamo Zagreb   | 1 – 1     | Skënderbeu | Stadion Maksimir, Zagreb                     |
| 19:00                | Henríquez 90+5' | Relatório | Latifi 37' | Público: 9 369 Árbitro: LAT Andris Treimanis |

| D. Zagreb | Skënderbeu |

| 24 de agosto de 2017 | Skënderbeu | 0 – 0     | Dinamo Zagreb | Elbasan Arena, Elbasan[F] |
| 20:00                |            | Relatório |               | Árbitro: HUN István Vad   |

| Skënderbeu | D. Zagreb |

### Jogo 16
| 17 de agosto de 2017 | Ludogorets Razgrad      | 2 – 0     | Sūduva Marijampolė | Ludogorets Arena, Razgrad                        |
| 20:30                | Moți 61' · Misidjan 76' | Relatório |                    | Público: 5 428 Árbitro: BEL Sébastien Delferière |

| Ludogorets | Sūduva |

| 24 de agosto de 2017 | Sūduva Marijampolė | 0 – 0     | Ludogorets Razgrad | Sūduva Stadium, Marijampolė |
| 19:30                |                    | Relatório |                    | Árbitro: TUR Halis Özkahya  |

| Sūduva | Ludogorets |

### Jogo 17
| 17 de agosto de 2017 | Domžale    | 1 – 1     | Olympique de Marseille | Stožice Stadium, Ljubljana[G]             |
| 20:45                | Vetrih 12' | Relatório | Sanson 63'             | Público: 10 543 Árbitro: SCO Bobby Madden |

| Domžale | Olympique |

| 24 de agosto de 2017 | Olympique de Marseille         | 3 – 0     | Domžale | Stade Vélodrome, Marseille  |
| 20:45                | Germain 28', 56' · Thauvin 85' | Relatório |         | Árbitro: ISR Orel Grinfeeld |

| Olympique | Domžale |

### Jogo 18
| 17 de agosto de 2017 | Partizan | 0 – 0     | Videoton | Estádio Partizan, Belgrado          |
| 21:00                |          | Relatório |          | Público: 0 Árbitro: SCO John Beaton |

| Partizan | Videoton |

| 24 de agosto de 2017 | Videoton | 0 – 4     | Partizan                                    | Pancho Aréna, Felcsút[H]    |
| 20:00                |          | Relatório | Tawamba 6' · Soumah 24' · Đurđević 35', 87' | Árbitro: ING Andre Marriner |

| Videoton | Partizan |

### Jogo 19
| 17 de agosto de 2017 | Utrecht    | 1 – 0     | Zenit | Stadion Galgenwaard, Utrecht               |
| 18:00                | Labyad 77' | Relatório |       | Público: 19 370 Árbitro: SVN Slavko Vinčić |

| Utrecht | Zenit |

| 24 de agosto de 2017 | Zenit            | 2 – 0     | Utrecht | Krestovsky Stadium, São Petesburgo   |
| 19:00                | Kokorin 9', 105' | Relatório |         | Árbitro: ESP Carlos del Cerro Grande |

| Zenit | Utrecht |

### Jogo 20
| 17 de agosto de 2017 | Légia Varsóvia | 1 – 1     | Sheriff Tiraspol | Estádio do Exército Polonês, Varsóvia           |
| 20:45                | Hämäläinen 76' | Relatório | Bayala 87'       | Público: 17 732 Árbitro: MKD Aleksandar Stavrev |

| Legia | Sheriff |

| 24 de agosto de 2017 | Sheriff Tiraspol | 0 – 0     | Légia Varsóvia | Estádio Sheriff, Tiraspol |
| 19:00                |                  | Relatório |                | Árbitro: CRO Ivan Bebek   |

| Sheriff | Legia |

### Jogo 21
| 17 de agosto de 2017 | Viktoria Plzeň                   | 3 – 1     | AEK Larnaca | Doosan Arena, Plzeň                    |
| 20:15                | Bakoš 29', 74' (pen) · Kolář 36' | Relatório | Acorán 8'   | Público: 10 031 Árbitro: SVN Matej Jug |

| Viktoria Plzen | AEK Larnaca |

| 24 de agosto de 2017 | AEK Larnaca | 0 – 0     | Viktoria Plzeň | AEK Arena - Georgios Karapatakis, Larnaca |
| 18:00                |             | Relatório |                | Árbitro: POR Artur Soares Dias            |

| AEK Larnaca | Viktoria Plzen |

### Jogo 22
| 17 de agosto de 2017 | PAOK                                    | 3 – 1     | Östersunds      | Toumba Stadium, Thessaloniki             |
| 20:00                | Léo Matos 38' · Prijović 77', 88' (pen) | Relatório | Nouri 21' (pen) | Público: 16 743 Árbitro: NED Bas Nijhuis |

| PAOK | Östersunds |

| 24 de agosto de 2017 | Östersunds       | 2 – 0     | PAOK | Jämtkraft Arena, Östersund    |
| 19:00                | Ghoddos 71', 77' | Relatório |      | Árbitro: POL Paweł Raczkowski |

| Östersunds | PAOK |